# 劍橋的奧古斯塔公主
劍橋的奥古斯塔（英語：Augusta of Cambridge，1822年7月19日—1916年12月5日）是梅克伦堡-施特雷利茨大公国的大公夫人和大不列颠及北爱尔兰联合王国的郡主。她的丈夫是梅克伦堡-施特雷利茨大公腓特烈·威廉。
奥古斯塔出生于汉诺威王国，父亲是英国剑桥公爵阿道弗斯王子。她的祖父是英国国王喬治三世。维多利亚女王是她的堂姐，外甥女特克的玛丽会是日后的英国王后。
1843年，她和腓特烈·威廉在白金汉宫结婚并诞下两名儿子。1916年逝世，终年94岁，是1977年前最长寿的英国公主。

## 纹章
| 剑桥的奥古斯塔郡主 的纹章 |